# K-Y Jelly

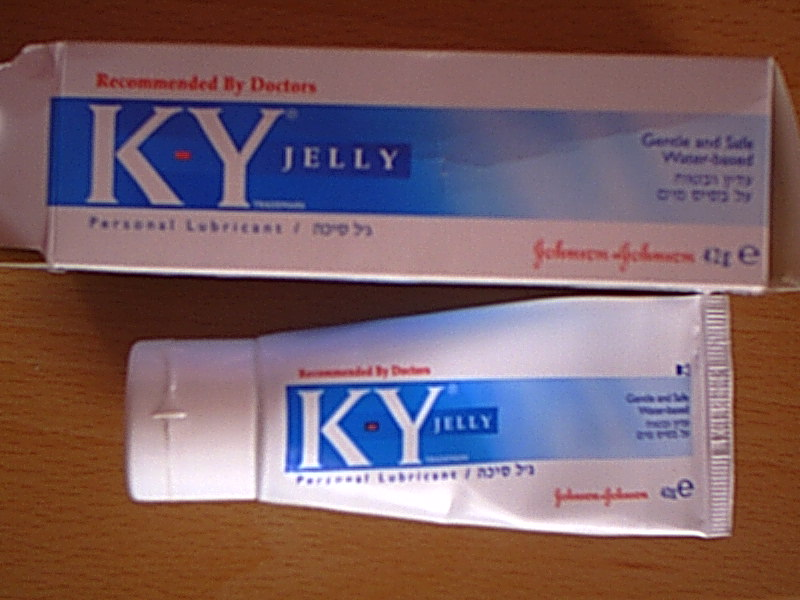
K-Y Jelly

K-Y Jelly ist ein wasserlösliches Gleitmittel des US-amerikanischen Pharmazeutikunternehmens Johnson & Johnson auf Basis von Methylcellulose und Carboxymethylcellulosen. Insbesondere in Amerika ist K-Y sehr populär und steht als Synonym für Gleitmittel. Die Buchstaben „K-Y“ haben laut Hersteller keine Bedeutung.
Entwickelt hat es im Januar 1904 der Pharmazeutika- und Wundnahthersteller Van Horn & Sawtell, später erwarb Johnson & Johnson die Rechte. Ursprünglich diente es medizinischen und chirurgischen Zwecken, wurde aber ab 1917 zum privaten Gebrauch vermarktet. Im Gegensatz zu Gleitmitteln auf Mineralölbasis ist K-Y biologisch inert und enthält keine Farb- und Parfümzusätze. Da es wasserbasiert ist, greift es weder das Gummi in Kondomen noch Latexkleidung oder Silikon in Sexspielzeug an. Obwohl als „nicht zum Verzehr geeignet“ gekennzeichnet, ist sein leicht süßlicher Geschmack bekannt und erleichtert die Nutzung auch bei oralen Sexualpraktiken. K-Y Jelly hinterlässt keine Flecken auf Textilien und kann leicht entfernt werden.